# 埃塞克斯 (密蘇里州)
埃塞克斯（英語：Essex）是位於美國密蘇里州斯托達德縣的城市。

## 人口
根據2020年美國人口普查的數據，埃塞克斯的面積為0.75平方千米，皆為陸地。當地共有人口403人，而人口密度為每平方千米537人。